# Neelima Chowdary
K. Neelima Chowdary (auch Choudhary transkribiert) (* 15. September 1977) ist eine indische Badmintonspielerin. 

## Karriere
Neelima Chowdary gewann nach mehreren Juniorentiteln 2001 ihren einzigen nationalen Titel bei den Erwachsenen in Indien. Bei den India Open 1997 wurde sie jeweils Fünfte im Damendoppel und im Dameneinzel. 1998 gewann sie Bronze bei den Commonwealth Games mit dem indischen Damenteam.

## Sportliche Erfolge
| Saison | Veranstaltung                              | Disziplin   | Platz | Name                                |
| ------ | ------------------------------------------ | ----------- | ----- | ----------------------------------- |
| 1992   | Indien: Einzelmeisterschaften der Junioren | Damendoppel | 1     | P. V. V. Lakshmi / Neelima Chowdary |
| 1994   | Indien: Einzelmeisterschaften der Junioren | Damendoppel | 1     | Nirmala Kotnis / Neelima Chowdary   |
| 1995   | Indien: Einzelmeisterschaften der Junioren | Mixed       | 1     | Sameer Mahesh / Neelima Chowdary    |
| 1996   | Indien: Einzelmeisterschaften der Junioren | Damendoppel | 1     | Neelima Chowdary / Sudha Rani       |
| 1997   | Indien: Internationale Meisterschaften     | Dameneinzel | 5     | Neelima Chowdary                    |
| 1997   | Indien: Internationale Meisterschaften     | Damendoppel | 5     | Neelima Chowdary / Manjusha Kanwar  |
| 1998   | Sri Lanka International                    | Dameneinzel | 2     | Neelima Chowdary                    |
| 1998   | Commonwealth Games                         | Damenteam   | 3     | Indien                              |
| 2001   | Indien: Einzelmeisterschaften              | Damendoppel | 1     | Neelima Chowdary / D. Swetha        |